# Volvo FL
Volvo FL — сімейство вантажних автомобілів виробництва Volvo Trucks, яке включає моделі з дозволеною повною масою від 12,0 до 
18,0 тонн, призначені для здійснення близькомагістральних перевезень, роботи в межах міста та передмісті. До 1998 року в сімейство входили і важкі автомобілі вантажопідйомністю від 19 до 42 тонн з колісною формулою 4x2, 6x2, 6x4 і 8x4.

## Перше покоління (1985—2006)

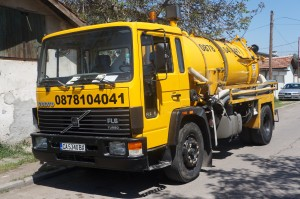
Volvo FL6 (1985—1996)

З 1985 року випускаються низькорамні вантажівки для місцевих перевезень FL6, оснащені турбонаддувним двигунами Volvo D6A 5,48 л потужністю 171—250 к.с.
У 1985 році вантажівки серії Volvo FL отримали нагороду «Truck of the Year 1986» («Вантажівка 1986 року»).
У 1986 році представлено FL4, з турбодизельним двигуном TD41 3,59 літри потужністю 112 к.с., що виготовлялось до 1989 року.
З 1997 року випускається найменша розвізна вантажівка середнього класу Volvo FLC повною масою до 7,5 т, що базується на шасі Volvo FL6, але укомплектована новим 4-х циліндровим дизелем Volvo D4A з турбонаддувом (3989 см3, 135 к.с.), 5-ти ступінчастою синхронізованою коробкою передач, усіма дисковими гальмами і задньою пневматичною підвіскою. Цей двигун відповідає найжорсткішим з точки зору екології вимогам у Швеції та інших країнах Західної Європи, а також у США. Volvo FLC збирають на заводі в бельгійському місті Гент, який є філією головного підприємства.
З 2000 року «легкі» варіанти серії FL6 пропонувалися з оновленим дизайном в економічніших і безпечніших виконаннях, що відповідають нормам Євро-3.

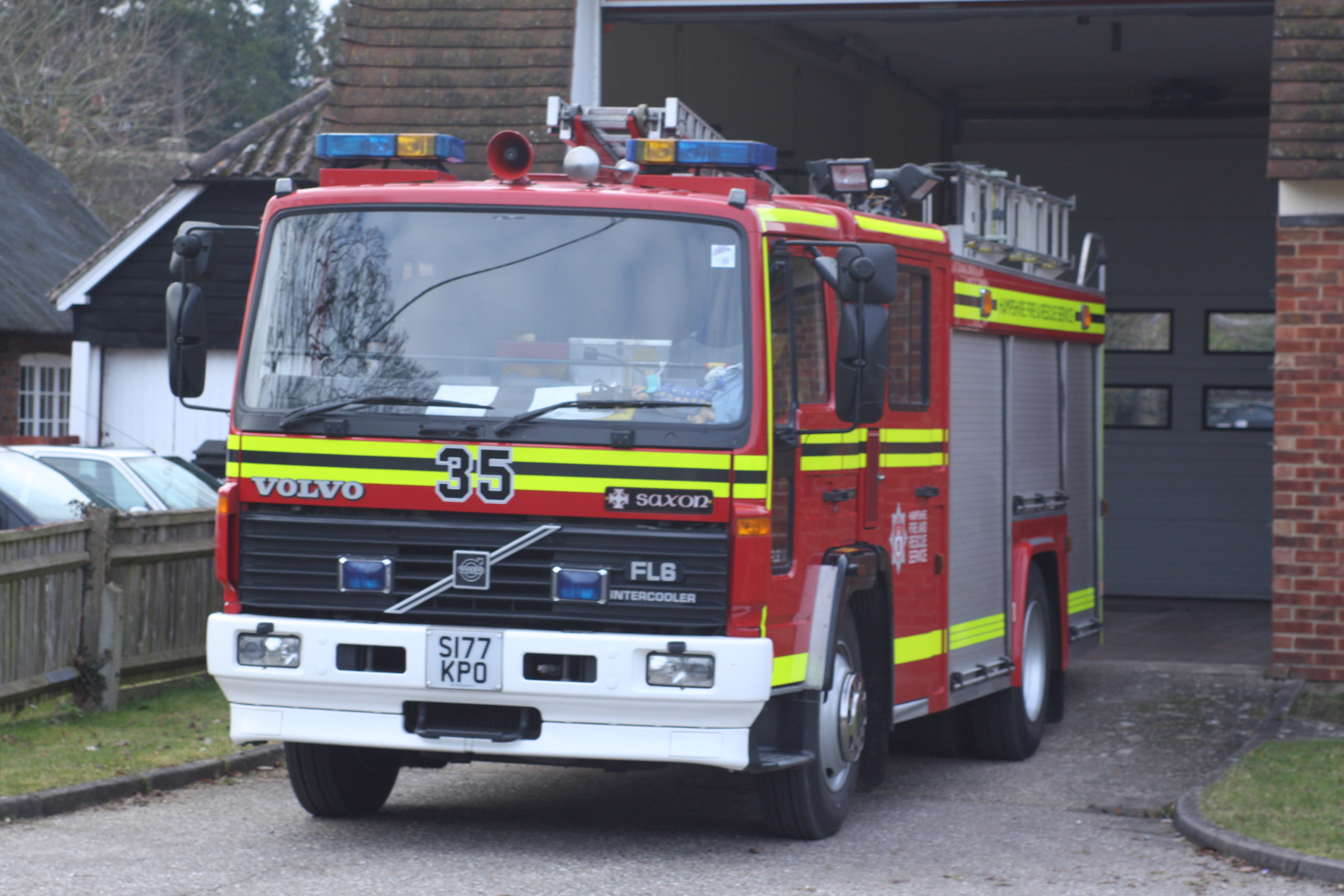
Volvo FL6 (1996—2000)
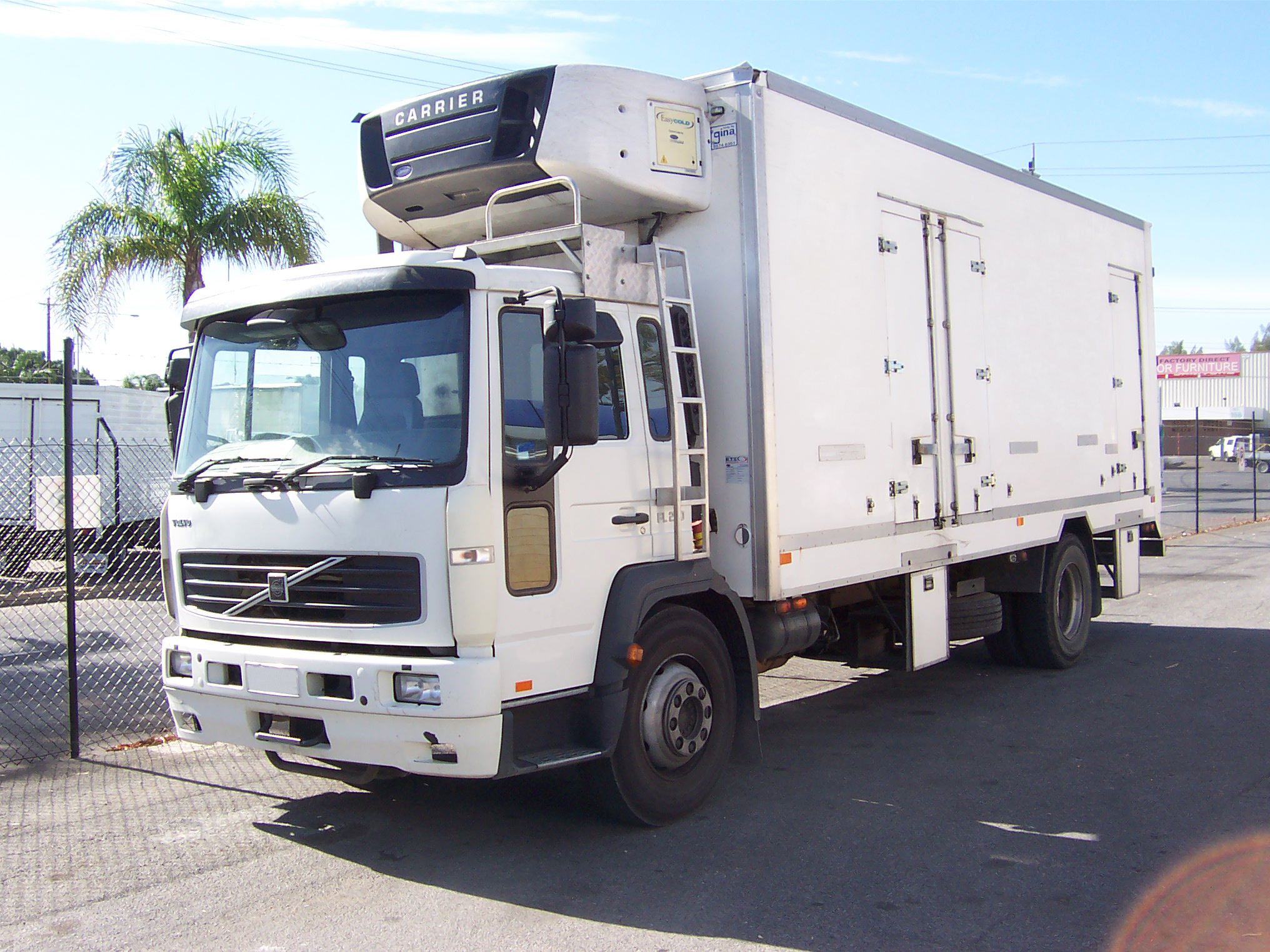
Volvo FL (2000—2006)

### Двигуни

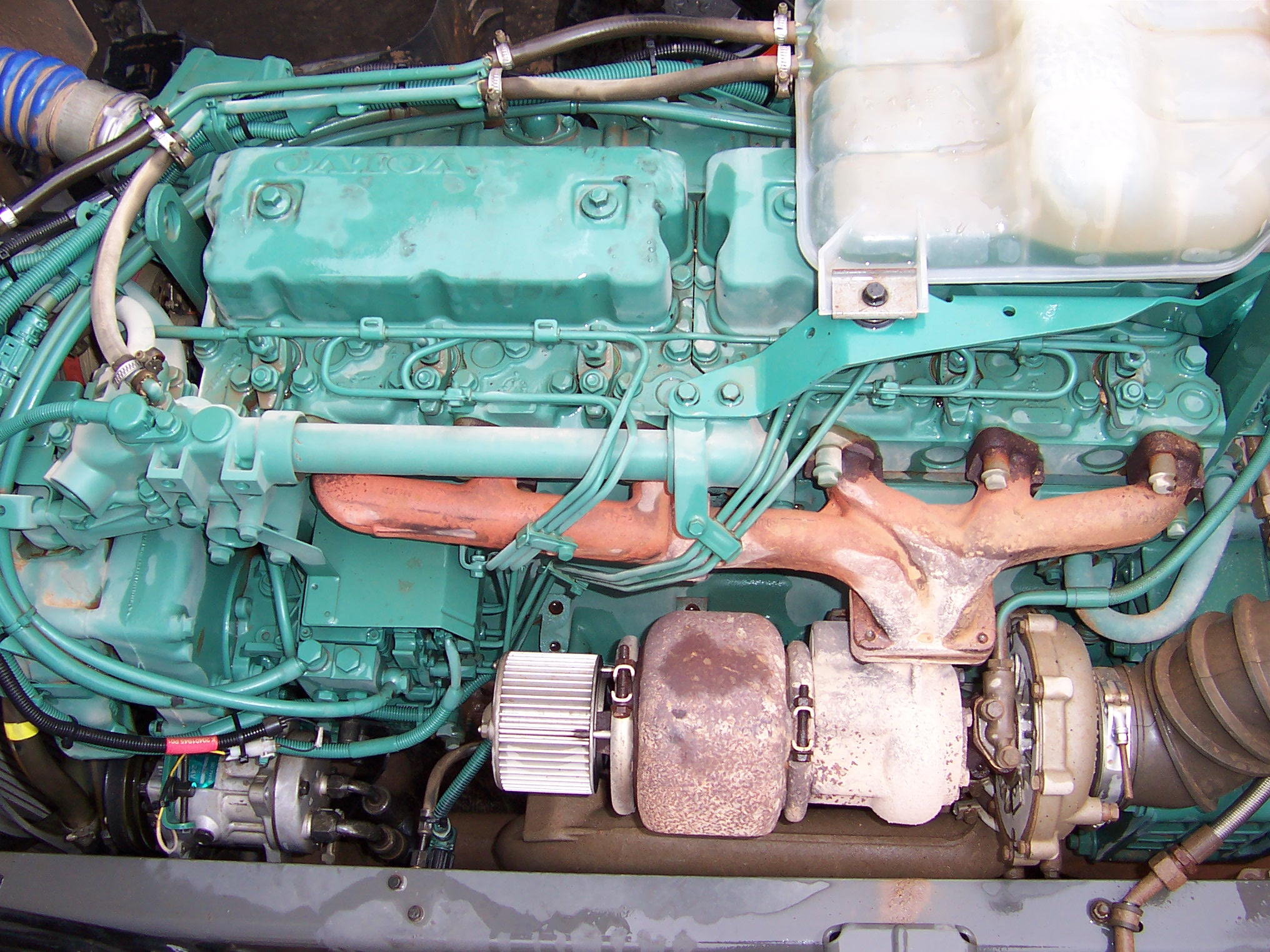
Двигун D6B

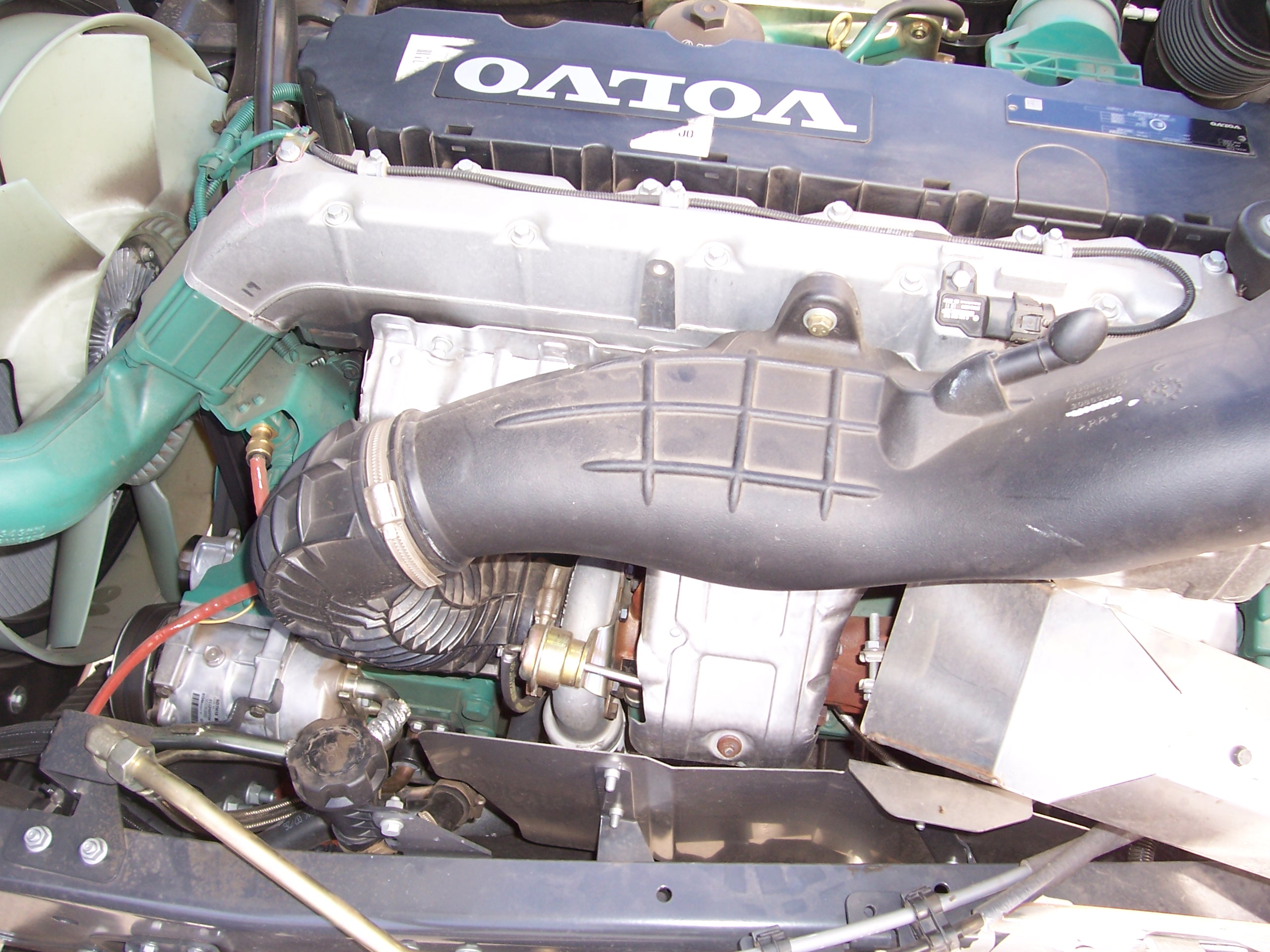
Двигун D7E

- 3,59 л TD41 112 к.с.
- 4,0 л Volvo D4A 135 к.с.
- 5,5 л Volvo D6A 171—250 к.с.

### Важкі вантажівки Volvo FL7, FL10, FL12

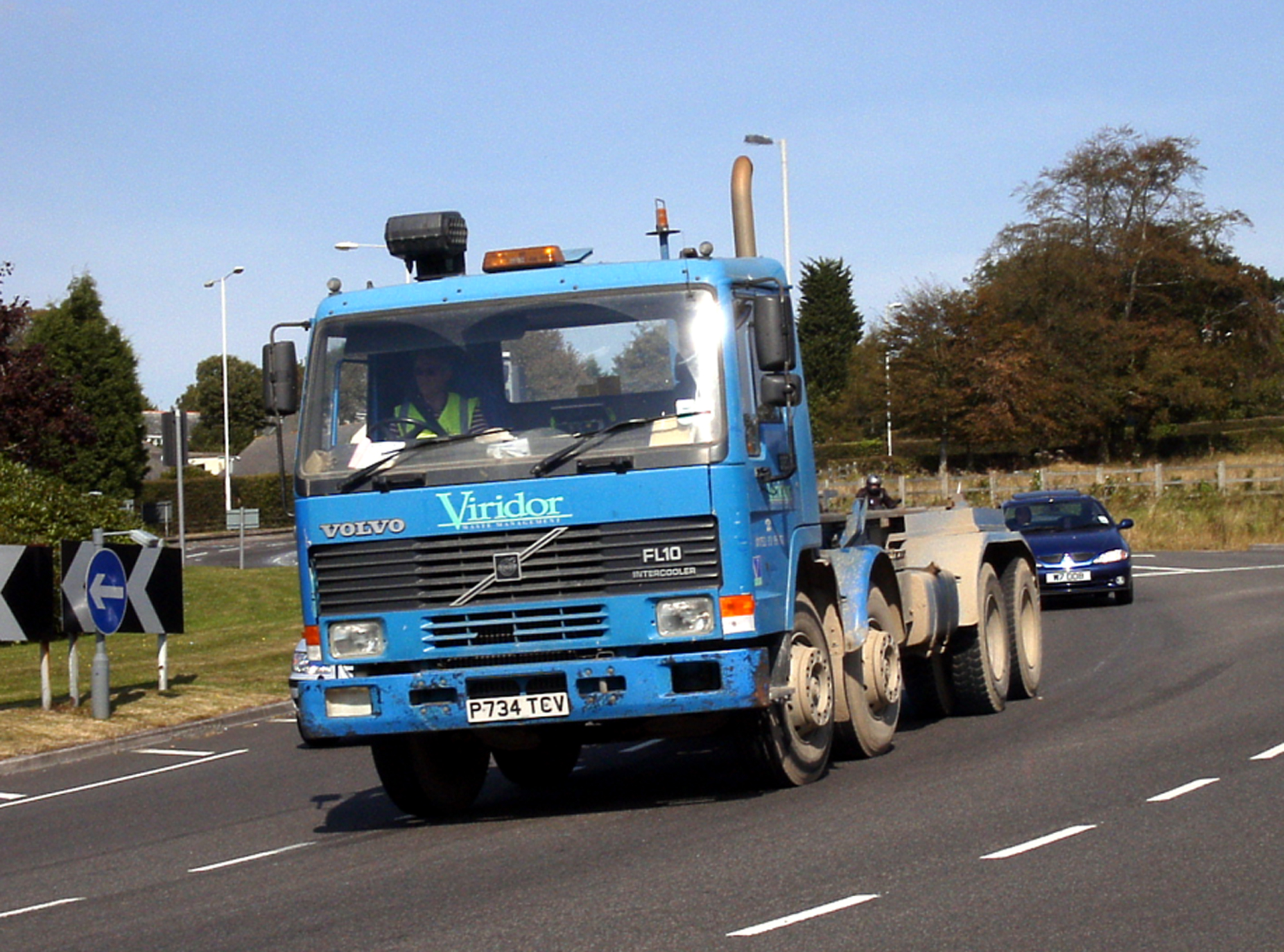
Volvo FL10

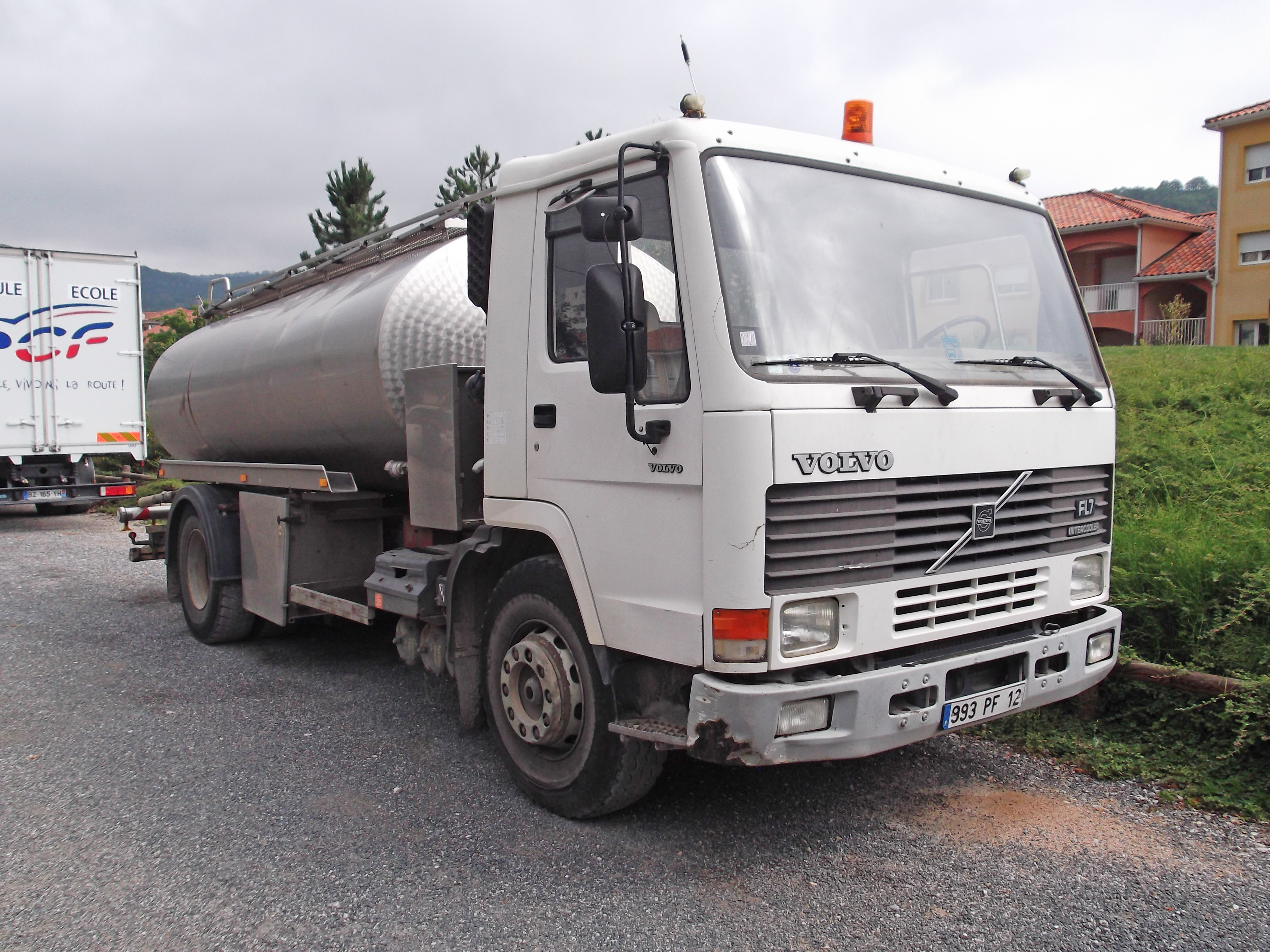
Volvo FL7

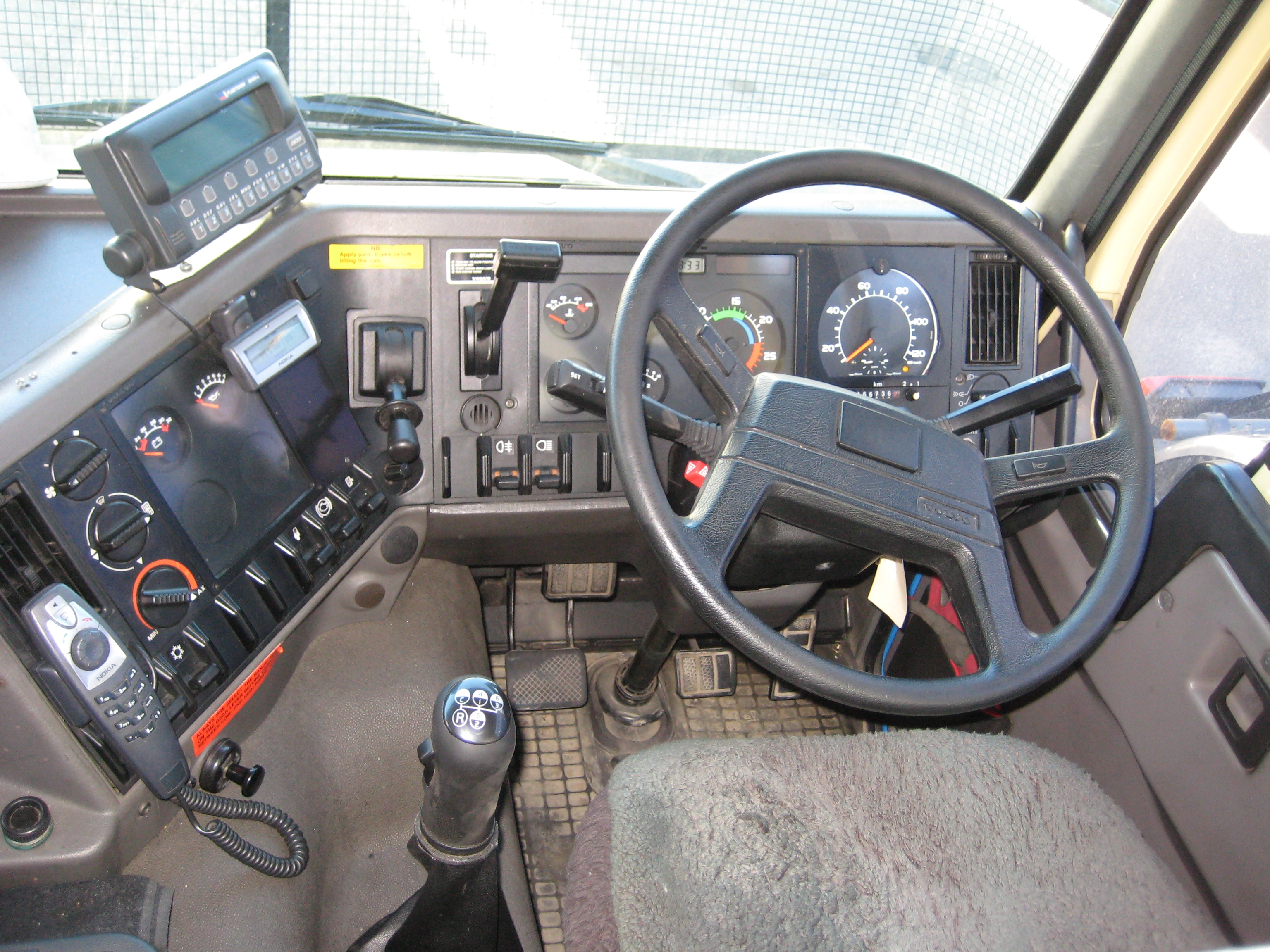

У 1983—84 роках представлені нові важкі вантажівки повною масою вантажопідйомності від 19 до 42 т Volvo FL7 (D7A 6598 см3) і Volvo FL10 (D10 9607 см3, 230—318 к.с.), які з 1985 р. стали обладнувати антиблокувальною системою в приводі гальм. З 1984 року автомобілі Volvo FL10 пропонувалися також з новою спальною кабіною «Євротроттер» (Eurotrotter) з підвищеним розташуванням даху і двоярусним розташуванням спальних місць. Верхня частина кабіни була зроблена суцільнометалевою або знімною пластмасовою у вигляді повітряного обтічника.
У середині 90-х років автомобілі Volvo FL7/FS7 (4x2/6x2) пропонувалися з новим 7,0-літровим дизелем Volvo D7C (6725 см3, 230—285 к.с.), на Volvo FL10 використовувався модернізований 10,0-літровий двигун (9607 см3, 320—360 к.с.), а на Volvo FL12 — відповідно 12,0-літровий дизель (12130 см3, 380—420 к.с.). Ці машини пропонуються в найрізноманітніших виконаннях з різними видами трансмісій і підвісок, з різними колісними формулами і розмірами колісної бази, в тому числі для важких будівельних робіт (варіанти Volvo FL10H і Volvo FL12H).
З 1998 року для заміни важкої серії FL почалося виготовлення нової гами FM повною масою 18—42 т.

#### Двигуни
- 6598 см3 Volvo D7A
- 9607 см3 Volvo D10 230—318 к.с.
- 6725 см3 Volvo D7C 230—285 к.с.
- 9607 см3 Volvo D10 320—360 к.с.
- 12130 см3 Volvo D12 380—420 к.с.

## Друге покоління (з 2006)

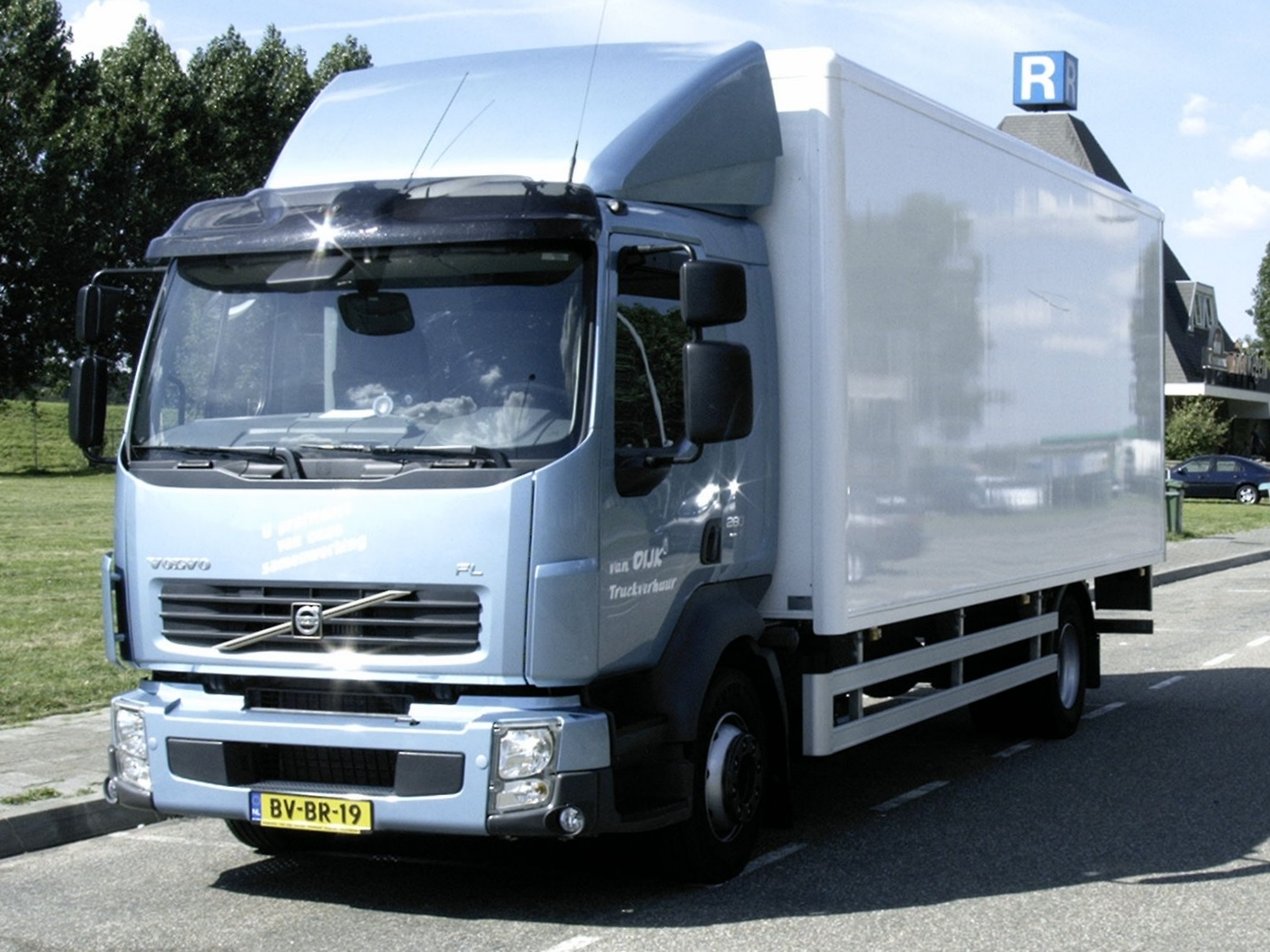
Volvo FL 2 (2006—2013)

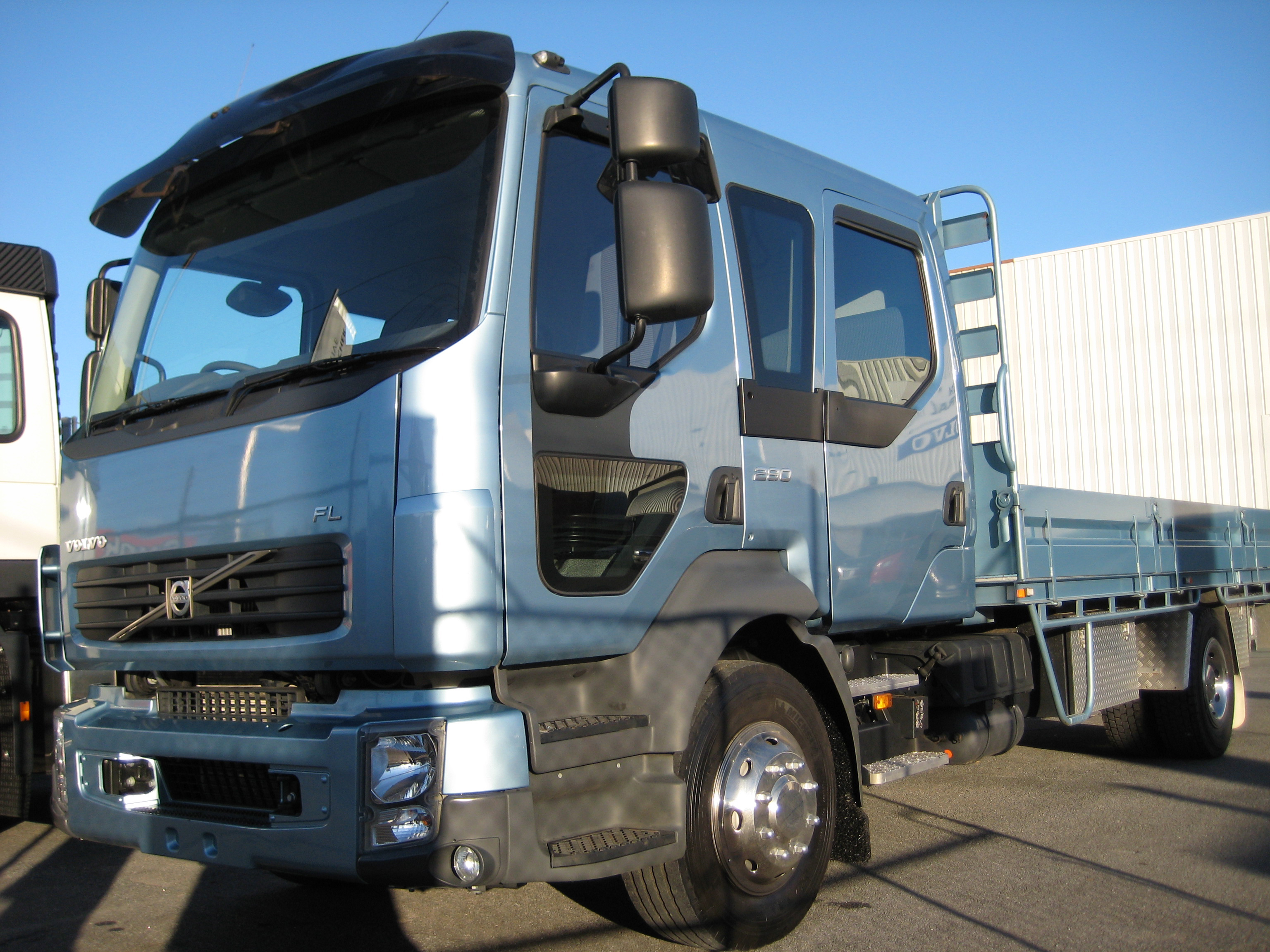
Volvo FL Dual

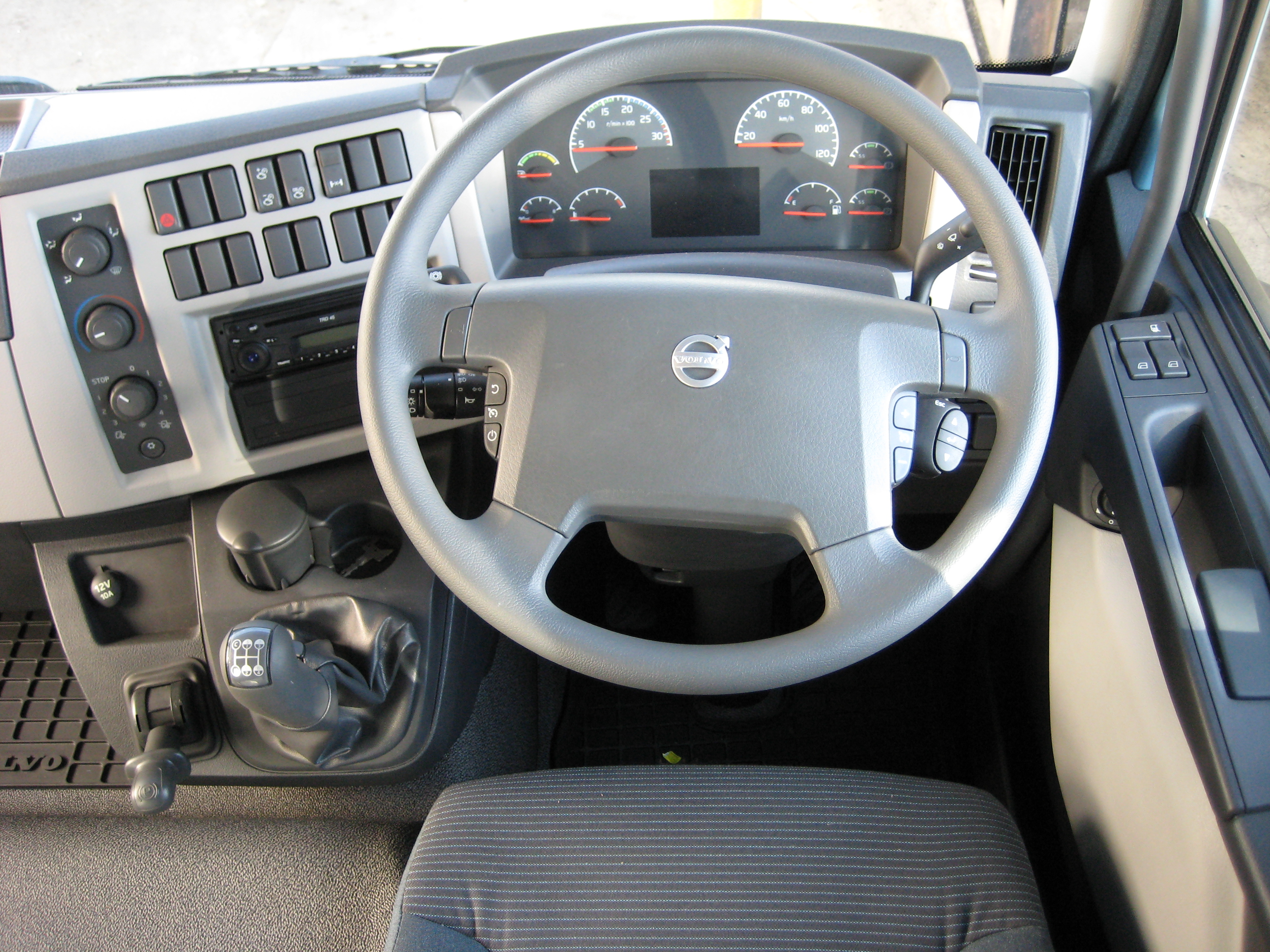

Нове сімейство Volvo FL з кабіною від Renault Midlum, представлене компанією в 2006 році. Випуск нових автомобілів збігся за часом з початком реалізації нової концепції продажів, що спрощує процедуру вибору покупцем конкретного варіанту і скорочує час доставки автомобіля.
На основі сімейства FL розроблена гамма рекомендованих комплектацій автомобілів різного застосування: шасі з кузовами типу фургонів, самоскидів, пожежних машин, евакуаторів і т. ін. Клієнт повідомляє дилера про особливості експлуатації машини, і дилер пропонує оптимальну, з точки зору компанії, комплектацію з рекомендованих варіантів.
Базові рекомендовані версії включають три групи моделей з допустимою повною масою 12,0, 15,0 і 16,0 т. До першої належать шасі з кабіною під установку спеціалізованих кузовів, самоскид для роботи на будівництві в межах міста і спецавтомобіль для аварійноспасательних служб. Друга група включає версії 15-тонного шасі для сміттєзбиральної техніки. Третя група містить шасі з пневмопідвіскою, шасі з ресорної підвіскою, самоскид і важкий сміттєвоз.
Концепція продажу передбачає також випуск і поставку клієнту в найстисліші терміни 12-тонної вантажівки FL CitiPro з кузовом фургон, обладнаної вантажопідйомним заднім бортом, виробництво якої організовано після вивчення великої кількості запитів на подібні автомобілі. Модель CitiPro поставляється з 240-сильним дизелем і 6-ступінчастою коробкою передач.
Вантажівки серії FL випускають з трьома варіантами кабін: денний, подовженою підвищеної комфортабельності зі спальним місцем і 7-місцевою кабіною з двома рядами сидінь.
З огляду на досить незручні умови експлуатації вантажівок у місті, на машини встановлюються відеокамери, що допомагають водієві при русі заднім ходом, вікна в задній стінці кузова і додаткові вікна в нижній частині дверей кабіни. На вибір пропонують три комплектації кабін: міську Distribution з електросклопідйомниками і центральним замком; Distribution+, привабливу для автоперевізників вантажів на середні відстані і включає установку клімат-контролю, підсвічування підніжки тощо, а також комплектацію Vocational, в яку, крім клімат-контролю, входять гумові килимки, електропідігрів дзеркал і яка найкраще підходить для автомобілів бригад технічного обслуговування і служб порятунку.
На вантажівках сімейства FL 2006 року встановлюються нові 6-циліндрові дизелі D7Е виробництва Deutz потужністю 240 або 280 к.с. з максимальним обертовим моментом 920 і 1020 Нм відповідно, у широкому діапазоні оборотів, починаючи з частоти обертання коленвала 1200 об/хв. Висока тяга забезпечується прямо з обертів холостого ходу, що особливо важливо для міських вантажівок. Двигуни пропонуються як у виконанні Євро-4, так і Євро-3 (експортні варіанти).
Вантажівки серії FL найчастіше оснащують 16- чи 9-ступінчастими механічними коробками передач. Автоматичну трансмісію застосовують у сміттєзбиральних модифікаціях, режим руху яких включає численні зупинки і старти. На вибір пропонується кілька типів задніх мостів, включаючи варіанти з колісними редукторами. Дискові гальма встановлюють на всіх колесах. Підвіски мостів автомобілів як з ресорними, так і з пневматичними пружними елементами.
Пневматична підвіска дозволяє змінювати навантажувальну висоту залежно від висоти платформи пакгаузу. Ресорна підвіска більш довговічна, до того ж вона є більш дешевою альтернативою пневматиці.

### Модернізація 2013

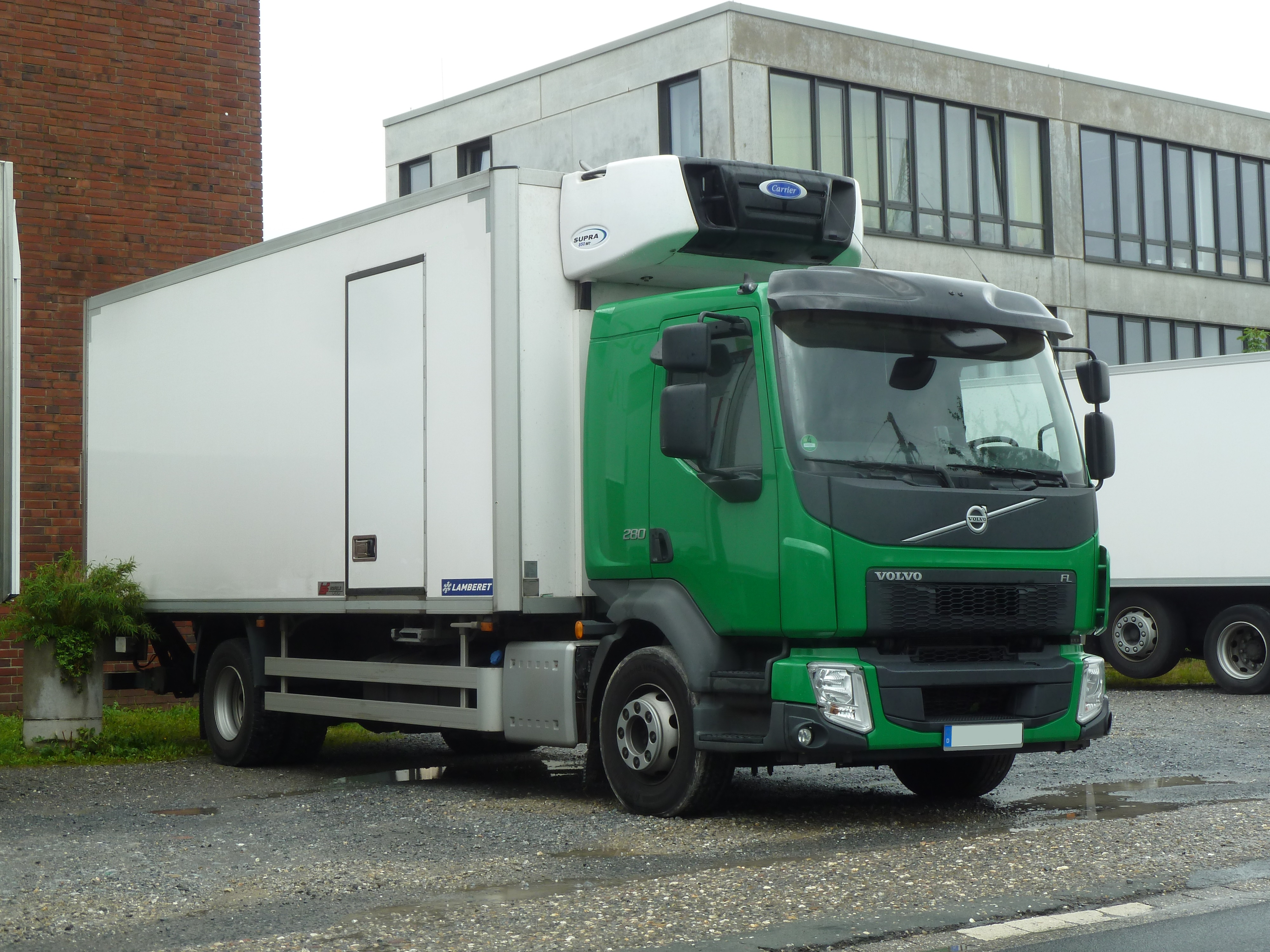
Volvo FL 2 (з 2013)

Найновішу версію Volvo FL вперше представили у травні 2013 року. Вона доступна з 4-циліндровим 5,1-літровим двигуном Volvo D5K або 7,7-літровим 6-циліндровим двигуном Volvo D8K, обидва з яких відповідають новому стандарту викидів Euro 6. Також нововведенням є 12-тонна версія з чотирициліндровим двигуном D5 потужністю 240 к.с., що робить цю версію легшою за версію 2006 року.

### Двигуни
- 7,2 л Deutz AG D7E 240/280 к.с. (2006—2013)
- 5,1 л Volvo D5K 210/240 к.с. (з 2013)
- 7,7 л Volvo D8K 250/280 к.с. (з 2013)

### Volvo FL Electric

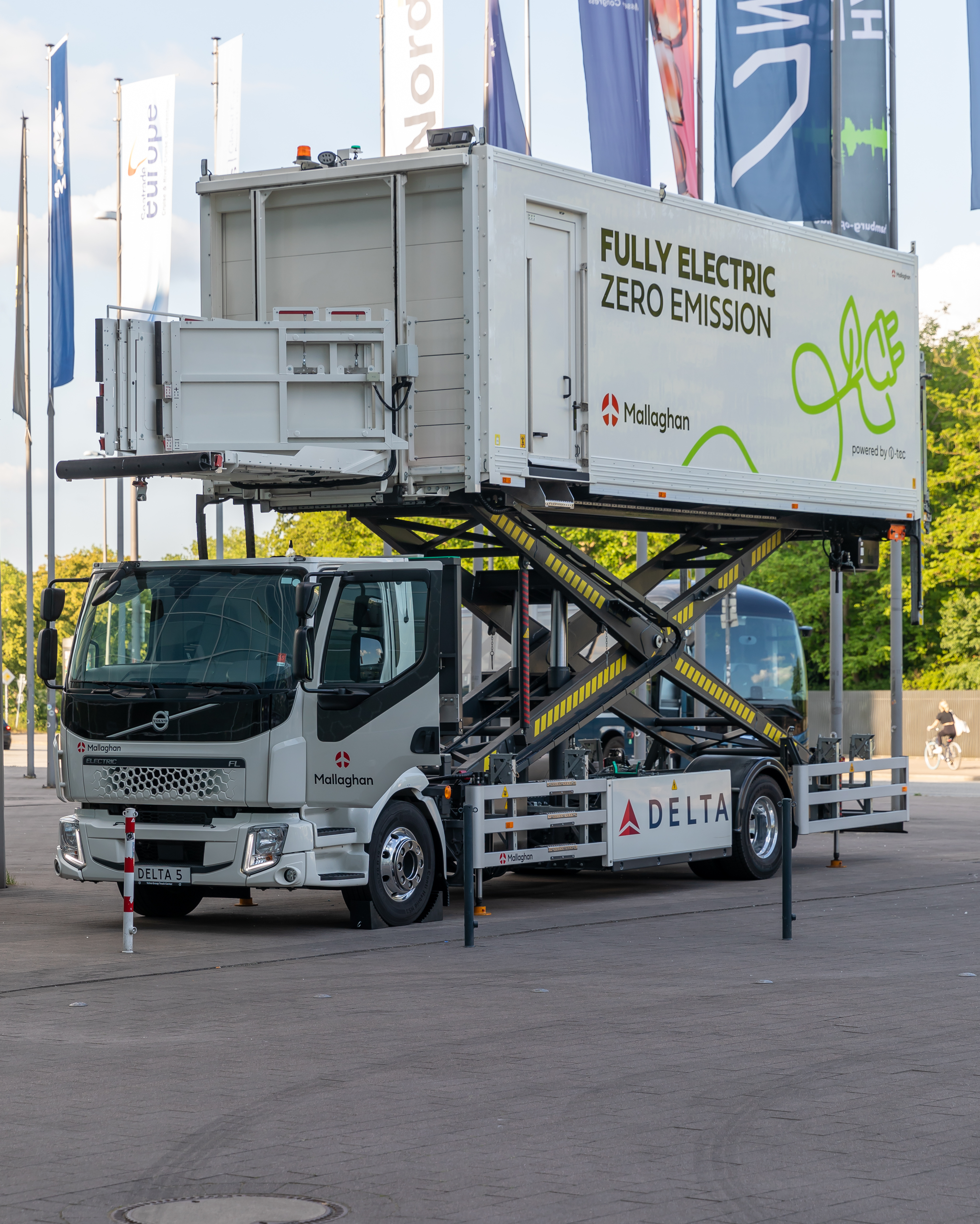
Volvo FL Electric

Повністю електрична версія Volvo FL була вперше представлена 12 квітня 2018 року у версії з повною масою 16 тонн.
Його застосування включає доставку в межах міста, управління відходами та інші міські завдання. Тиха система приводу робить можливою нічну доставку, особливо в районах, чутливих до шуму.
Електродвигун з'єднаний із задньою віссю через двоступінчасту коробку передач та карданні вали. Максимальний крутний момент електродвигуна становить 425 Нм. Максимальний крутний момент на задній осі становить 16 кНм.
Накопичувач енергії складається з двох-шести літій-іонних акумуляторів загальною ємністю 100–300 кВт⋅год. Volvo заявляє запас ходу до 300 км.
Доступні два варіанти заряджання: швидка зарядка постійним струмом через систему комбінованої зарядки / Combo2 потужністю до 150 кВт, час заряджання 1–2 години. Як альтернатива, заряджання змінним струмом від мережі (22 кВт) через роз'єм типу 2. Volvo заявляє про до 10 годин автономної роботи (наприклад, для нічної зарядки) з максимальною ємністю акумулятора 300 кВт·год.
Серійне виробництво розпочалося у 2019 році, а перші автомобілі були введені в експлуатацію компанією з утилізації та переробки відходів Renova та експедиторською компанією TGM у Гетеборзі у 2018 році.